# Ludwig Bauer
Ludwig Bauer (Sisak, 1941.) hrvatski je književnik, urednik i prevoditelj.  

## Životopis
Rodio se u Sisku, diplomirao slavistiku u Zagrebu, nastavio školovanje u Pragu i Bratislavi, živio u Parizu, Londonu, Washingtonu, Beču. Živi i radi u Zagrebu.
Bavi se pisanjem i prevođenjem beletristike te prevođenjem stručnih djela. Radio je kao profesor i učitelj u Zagrebu, Londonu i Washingtonu, glavni urednik izdavačke kuće (Globus, Zagreb) i književnoga časopisa (Naša knjiga, Zagreb). Također radio je, među ostalim, kao scenarist (epizode crtanih filmova Profesor Baltazar; Televizija UN) i kolumnist. Priređuje je i uređuje različite knjige, piše kritike, recenzije i prikaze.
Prvu književnu nagradu dobio je već kao srednjoškolac, ali tek se od kraja osamdesetih godina više posvećuje književnome stvaralaštvu. Kroz više od četvrt stoljeća objavljuje gotovo redovito barem jedan naslov godišnje. Dobitnik je Nagrade Ksaver Šandor Gjalski (2022.).

## Djela
Prvi prijevod knjige o kibernetici na hrvatskomu – J. Bober: Čovjek, stroj, društvo, Zagreb, 1967.
- Parnjača Colombina – Zagreb, 1979.
- Poliglot i pas – Sarajevo, 1988.
- Tri medvjeda i gitara – Zagreb, 1990.

- Kratka kronika porodice Weber (prvo izdanje Sarajevo, 1990.; treće izdanje Zaprešić, 2007.) Prvi roman posvećen sudbini Nijemaca u Hrvatskoj. Roman je dobio 9. svibnja 1991. posljednju jugoslavensku književnu nagradu – nagradu Svjetlosti za roman godine.
- Biserje za Karolinu – Sarajevo, 1997.
- Partitura za čarobnu frulu – Sarajevo, 1997. Ovaj roman je preovđen na njemački i nizozemski, a na hrvatskome je doživio sedam izdanja.
- Prevođenje lirske poezije – Zagreb, 2001.
- Don Juanova velika ljubav i mali balkanski rat – Zagreb, 2003.
- Zapisi i vremena Nikice Slavića – Zaprešić, 2007.
- Patnje Antonije Brabec – Zaprešić, 2008.
- Zavičaj, zaborav – Zaprešić-Osijek, 2010.
- Karusel – Zaprešić, 2011.
- Toranj kiselih jabuka – Zaprešić, 2013.
- Seroquel ili Čudnovati gospodin Kubitschek – Zaprešić, 2015.
- Šoferi – Zaprešić, 2017.
- Muškarac u žutom kaputu – Zaprešić, 2018.

Pored romana, Bauer je objavio i veći broj naslova za djecu od kojih su neki postali obavezna lektira u hrvatskim i slovačkim školama. Povremeno objavljuje i poeziju. Prevodi aktivno, najviše sa slovačkoga jezika. 